# Боєчко Василь Васильович
Васи́ль Васи́льович Боє́чко (нар. 4 січня 1975, с. Семаківці, Івано-Франківська область) — український історик, педагог, військовослужбовець, капітан, командир реактивної артилерійської батареї 128 ОГШБр Збройних сил України, учасник російсько-української війни. 

## Життєпис
Народився 4 січня 1975 року в с. Семаківці Коломийського району Івано-Франківської області. Закінчив школу в 1992. Навчався на історичному факультеті Чернівецького національного університету імені Юрія Федьковича. Після завершення працював учителем історії в сільській школі, займався підприємницькою діяльністю, а згодом працював старшим інспектором дорожньо-патрульної служби райвідділення МВС України.
Влітку 2015 року як старший лейтенант запасу пройшов місячні курси перепідготовки в Національній академії сухопутних військ імені гетьмана Петра Сагайдачного. Невдовзі був уже в районі АТО, обіймав посаду командира реактивної артилерійської батареї однієї з піхотних бригад.
У перші тижні повномасштабної війни росії проти України керував на Київщині реактивною батареєю та уразив 28 колон і близько 40 скупчень живої сили й техніки противника. Його бригада виконала стратегічно важливе завдання щодо стримування контрнаступу противника на столицю з боку села Мощун.

## Нагороди
- звання Герой України з врученням ордена «Золота Зірка» (10 березня 2022) — за особисту мужність і героїзм, виявлені у захисті державного суверенітету та територіальної цілісності України, вірність військовій присязі[3].